# レディオヘッド
レディオヘッド（英語: Radiohead）は、イギリスのロックバンド。1985年に前身にあたるバンドを結成。1992年のメジャー・デビュー以降、外部ミュージシャンの起用は多いものの、同じパーマネント・メンバーで活動している。
彼らのルーツであるポストパンクやオルタナティヴ・ロックの大枠に、ポストロックや電子音楽、ジャズ、クラシック、現代音楽などを混交した多彩な音楽性や、アルバムごとの急進的な実験性・変化が特徴。また、ソロ活動も盛んである。
2010年12月にローリング・ストーン誌が発表した「歴史上最も偉大な100組のアーティスト」（100 Greatest Artists of All Time）において第73位。2011年時点でアルバム総売上は3,000万枚を超えている。2019年にロックの殿堂入り。

## 来歴

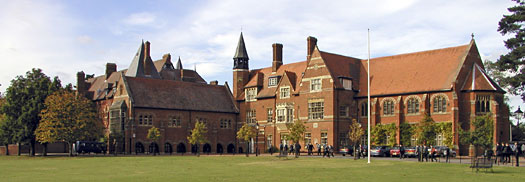
メンバーが通っていたアビンドン・スクール

オックスフォード郊外のアビンドン＝オン＝テムズにある男子全寮制パブリックスクールのアビンドン・スクールでメンバー5人は出会う。それぞれ別のバンドで活動したのち、1985年にバンド「オン・ア・フライデー（英語: On A Friday）」を結成。ジョニー以外のメンバーはスクールを卒業後オックスフォードを離れ、バンドは解散状態になる。
1991年、大学を卒業したメンバーがオックスフォードに戻り、バンドを再結成する。同年にEMI傘下のパーロフォンとメジャー契約し、バンド名をレディオヘッドに変更する。1992年にEP『Drill』でメジャーデビュー。翌年、1stアルバム『パブロ・ハニー』からのシングル『クリープ』が若者から熱烈な支持を受け、世界的なヒットとなる。この当時はUSオルタナティヴ・ロック、UKシューゲイザーなどの影響が頻繁に語られるような、トリプルギターにベース、ドラムという比較的オーソドックスなロックバンドであった。
ギターロックをより押し進めつつもアコースティックソングやサイケデリック・ロックからの影響を昇華した2ndアルバム『ザ・ベンズ』（1995年）により、人気を不動のものとする。この作品からプロデューサーのナイジェル・ゴッドリッチと組むようになる。
この頃から次第にロックミュージック以外の音楽と接近していき、メンバー各自が様々な楽器を使い分けるようになる。1996年明けには映画音楽・サイケデリック・トリップ・ホップなどからの影響をシングルのB面や限定シングルカット「Lucky」などに表出し始め、1997年にはそれらの実験的な試みの結晶ともいえる3rdアルバム『OK コンピューター』（1997年）を発表。このアルバムは全世界で大きな評価を獲得し、1990年代のポップ・ミュージックを代表する金字塔としばしば評される出世作となる。
アルバムの世界的な成功により名声を得たメンバーだったが、評価を得たそれらのサウンドを捨て去り、当時ポップミュージックの分野ではほぼ手つかずのジャンルであったエレクトロニカ・現代音楽などに大きく傾倒。長いスタジオ作業の果てに「商業的自殺」とも言われた4thアルバム『キッド A』（2000年）を発表し、大方の予想を裏切り再度成功を収める。実験的な電子音楽とバンド・サウンドを融合させ、前作『OK コンピューター』からの劇的な変化を遂げた作品となった。
翌年には『キッド A』と同時期に制作された5thアルバム『アムニージアック』（2001年）を発表。1920年代のスウィング・ジャズを取り入れるなど、ジャンルに捕われない音楽性をより明確にした。同年に初の公式ライブアルバム『I Might Be Wrong - Live Recordings』を発表した。
6thアルバム『ヘイル・トゥ・ザ・シーフ』（2003年）では、これまでの実験性を包括したうえで改めてバンドサウンドに立ち返った。このアルバムを最後にEMIとの契約を終了。契約金額で折り合わなかったことが理由と報じられている。同年、ジョニーが初のソロ作品としてテレビ・ドキュメンタリー『Bodysong』のサウンドトラックを発表。翌2006年にトムが初のソロ・アルバム『ジ・イレイザー』を発表。
2005年から新作に向けた活動が再開され、2006年には欧米でのツアーも行われた。2007年10月1日、公式ブログにて7thアルバム『イン・レインボウズ』を発表。期間限定の専用サイトを通じ、MP3形式で先行ダウンロード販売が行われた。購入価格は買い手が自由に決める方式となっていた。同時に、豪華版のディスクボックス（ダウンロード版と同内容のDisc1にDisc2を加えた2枚組CD、同内容のアナログ盤2枚、ブックレット、化粧箱で構成される）も40ポンド定額でリリースされ、2007年12月3日より発送開始となった。その後、TBDレコード（北アメリカのみ）、ホステス・エンタテインメント（日本のみ）、XLレコーディングス（それ以外の全世界）と契約し、通常のCDフォーマットでもリリースされた（内容はダウンロード版、豪華版Disc1と同様）。
2008年に初のベスト・アルバム『ザ・ベスト・オブ』と同タイトルのベストDVDをリリース。バンド自身は曲順やアートワークなどの制作全般に関わっておらず、EMIが残されたアルバム契約を消化するために行われた。
2009年より、トムがレッド・ホット・チリ・ペッパーズのフリー、ナイジェル・ゴッドリッチらと共に新バンド「アトムス・フォー・ピース」（ソロ・アルバムの曲名が由来）を結成。セットリストはソロアルバムの曲を中心に、他バンドのカバーや新曲をちりばめたようなもので、各所でライブを精力的に行っている。
2010年よりフィルがソロ・アルバム『Familial』を発表。また、フジロックフェスティバルにアトムス・フォー・ピースが出演した。
2011年2月14日、公式サイトにて8thアルバム『ザ・キング・オブ・リムズ』の完成を発表。専用サイトにて、アルバムダウンロード（MP3又WAV）と豪華版ニュースペーパー・アルバムの予約受付を開始した。7月4日には『ザ・キング・オブ・リムズ』のリミックスシリーズの発売が決定。完全生産限定12インチ・アナログシングル（輸入盤のみ）と、デジタル・シングルでの発売となる。「リトル・バイ・リトル」と「ロータス・フラワー」のリミックスが収録された。
2011年春、2013年夏、2015年夏と断続的にスタジオ入りが報じられており、ジョニーはインタビューで新作には未発表曲の「Lift」が収録される予定だと答えている。
2015年、映画『007 スペクター』の主題歌候補として「スペクター」を歌うが、最終選考でサム・スミスに敗れた。
2016年に9thアルバム『ア・ムーン・シェイプト・プール』が発表されたが、上記の「Lift」は収録されなかった。
2019年にロックの殿堂入り。
2018年8月1日のフィラデルフィア公演以降、バンドとしての楽曲発表やライブは行われておらず、2025年現在、事実上の活動休止状態になっている。

## 音楽的な影響
メンバーは、ジョイ・ディヴィジョンやマガジン、スージー・アンド・ザ・バンシーズ  、U2といったポストパンクや、ピクシーズやR.E.M.やソニック・ユースといったオルタナティヴ・ロックに早くから影響を受けてきた。トムは小学生の頃にはクイーンなどを好み、エルヴィス・コステロなども聴いていた。1990年代半ばにはマッシヴ・アタックやDJシャドウなどのエレクトロヒップホップからの影響をうかがわせ、それらは『OK コンピューター』に顕著である。『OK コンピューター』にはマイルス・デイヴィス、エンニオ・モリコーネなどや、ビートルズやビーチ・ボーイズ、ピンク・フロイドなどからの参照が見受けられ、メンバーもそれを公言している。
『キッド A』で、メンバーはグリッチやアンビエントなどのエレクトロニカの手法に関心を見せ、ワープ・レコーズのオウテカやエイフェックス・ツインといったアーティストの音楽性に接近していった。またそれ以降、モダン・ジャズのアリス・コルトレーンやマイルス・ディヴィス、チャールズ・ミンガス、アート・ブレイキーなども好んで参照し、カン、ノイ!、クラフトワークなどのクラウトロックの影響も顕著である。特にジョニーはいわゆる現代音楽や、オリヴィエ・メシアン、クシシュトフ・ペンデレツキ などの独特の方法論を持った音楽家からの影響も大きい。
基本的に作詞、作曲のクレジットはメンバー全員（Radiohead）となっている。曲の大枠やデモの多くを作るのはトムであるが、そこからさらに議論を重ねてそこに肉付けしたり、逆に削ったりすることで楽曲の元を作っているからである。録音についてもパート別に順ぐり録音したりするのではなく、メンバー全員とプロデューサーでアレンジを議論し、個々がパートにとらわれずに音楽を作っている。パートごとの演奏者もまちまちで、あまり問題とされない。ストリングスやブラスバンド主体の曲などでは、楽隊を呼んで録音するため、そもそもメンバーが譜面やアレンジを指示するだけで演奏しないこともあり得る。歌詞については、基本的にほぼ全てがトムによって作詞・推敲される。

## アートワーク
グラフィック・アーティストのスタンリー・ドンウッドは、『ザ・ベンズ』以降、レディオヘッドの全作品のアートワークを手がけている。彼はトム・ヨークの大学時代からの友人であり、トムの社会活動にも一緒に参加している。
基本的にアートワークはアルバムごとに一定のテーマが決められている。シングルのジャケットやツアーでのグッズなど、次のアルバムをリリースするまではそのテーマに沿ったものが作成される。
- Slowly Downward 公式サイト
- トム・ヨークもDr.Tchock名義でアートワークに参加している。

## メンバー
| 名前                                                                 | プロフィール                                              | 担当楽器                                        |
| -------------------------------------------------------------------- | --------------------------------------------------------- | ----------------------------------------------- |
| トム・ヨーク （英語: Thomas Edward Yorke）                           | 1968年10月7日（56歳） イングランド ノーサンプトンシャー   | ボーカル ギター ピアノ キーボード               |
| ジョニー・グリーンウッド （英語: Jonathan Richard Gordon Greenwood） | 1971年11月5日（53歳） イングランド オックスフォード       | ギター キーボード オンド・マルトノ ストリングス |
| コリン・グリーンウッド （英語: Colin Charles Greenwood）             | 1969年6月26日（56歳） イングランド オックスフォード       | ベース サンプリング                             |
| エド・オブライエン （英語: Edward John O'Brien）                     | 1968年4月15日（57歳） イングランド オックスフォード       | ギター サンプリング コーラス                    |
| フィル・セルウェイ （英語: Philip James Selway）                     | 1967年5月23日（58歳） イングランド オックスフォードシャー | ドラムス パーカッション                         |

## ディスコグラフィ

### スタジオ・アルバム
- 『パブロ・ハニー』 - Pablo Honey（1993年）
  - UK22位（2×プラチナム）、US32位（プラチナム）
- 『ザ・ベンズ』 - The Bends（1995年）
  - UK4位（4×プラチナム）、US88位（プラチナム）
- 『OK コンピューター』 - OK Computer（1997年）
  - UK1位（5×プラチナム）、US21位（2×プラチナム）
- 『キッド A』 - Kid A（2000年）
  - UK1位（プラチナム）、US1位（プラチナム）
- 『アムニージアック』 - Amnesiac（2001年）
  - UK1位（プラチナム）、US2位（ゴールド）
- 『ヘイル・トゥ・ザ・シーフ』 - Hail To The Thief（2003年）
  - UK1位（プラチナム）、US3位（ゴールド）
- 『イン・レインボウズ』 - In Rainbows（2007年）
  - UK1位（プラチナム）、US1位（ゴールド）
- 『ザ・キング・オブ・リムズ』 - The King Of Limbs（2011年）
  - UK7位（ゴールド）、US3位
- 『ア・ムーン・シェイプト・プール』 - A Moon Shaped Pool（2016年）
  - UK1位（ゴールド）、US3位（ゴールド）

### コンピレーション・アルバム
- 『ザ・ベスト・オブ』 - Radiohead: The Best Of（2008年）

### EP
- Manic Hedgehog [Self released] （1991年）
- Drill（1992年）
- 『イッチ (ジャパン・ツアー・ミニ・アルバム)』 - Itch（1994年） ※日本限定企画盤
- My Iron Lung [CD1&2] （1994年）
- 『ノー・サプライゼズ〜ランニング・フロム・デーモンズ〜』 - No Surprises - Running From Demons（1997年） ※日本限定企画盤
- Airbag/How Am I Driving?（1998年）※アメリカ限定企画盤
- 『アイ・マイト・ビー・ロング (ライヴ・レコーディングズ)』 - I Might Be Wrong - Live Recordings（2001年）
- 『コム・ラグ:2+2=5』 - Com Lag : 2+2=5（2004年）
- 『マイ・アイアン・ラング』 - My Iron Lung [Re-release]（2007年） ※日本限定企画盤、イギリス盤の[CD1&2]の編集盤

### ダウンロード
レディオヘッドの作品には、ダウンロードのみで発表される楽曲（アートワークも含む）も存在する。
- "Harry Patch (In Memory Of)"（2009年）
  - 価格は1ポンドで、売上はチャリティーに寄付された。
- "These Are My Twisted Words"（2009年）
  - フリーダウンロード。
- "Burn The Witch"（2016年）
- "Daydreaming"（2016年）

### 映像作品
- 『ライヴ・アット・ザ・アストリア』 - Live at the Astoria（1995年） ※VHS / 2005年にDVD再発
- 『7 TELEVISION COMMERCIALS』 - 7 Television Commercials（1998年） ※VHS/DVD
- 『ミーティング・ピープル・イズ・イージー』 - Meeting People Is Easy（1999年） ※VHS/DVD
- The Most Gigantic Lying Mouth Of All Time（2004年） ※DVD
- 『ザ・ベスト・オブ：レディオヘッド』 - The Best Of Radiohead（2008年） ※DVD
- In Rainbows - From the Basement（2008年） ※iTunes Store digital download

## コラボレーション

### トム・ヨーク
- スパークルホース
  - ピンク・フロイドの楽曲「Wish You Were Here」（1997年）にバッキングボーカルで参加。
- Drugstore
  - アルバム『White Magic for Lovers』（1998年）の楽曲「El President」にボーカルで参加。
- PJ ハーヴェイ（1998年）
  - アルバム『Stories From The City, Stories From The Sea』の楽曲「This Mess We're In」にボーカルで参加。
- U.N.K.L.E.
  - アルバム『Psyence Fiction』（1998年）の楽曲「Rabbit in Your Headlights」にボーカルで参加。
- 映画『ベルベット・ゴールドマイン』サウンドトラック
  - トムとジョニーが参加した"Venus in Furs"というバンド名義でロキシー・ミュージックの楽曲をカバー（1998年）。
- ビョーク
  - アルバム『Selma Songs』（2000年）の楽曲「I've Seen It All」にボーカルで参加。
- モードセレクター
  - アルバム『Happy Birthday』（2007年）の楽曲「The White Flash」にボーカルで参加。
- フライング・ロータス
  - アルバム『Until The Quiet Comes』（2012年）の楽曲「Electric Candyman」にボーカルで参加。

### ジョニー・グリーンウッド
- ペイヴメント
  - アルバム『Terror Twilight』（1999年）にハーモニカで参加。
- ブライアン・フェリー
  - アルバム『Frantic』（2002年）の楽曲「Hiroshima...」にギターで参加。
- ハリー・ポッター
  - ドラマーのフィル・セルウェイと共に、映画「ハリー・ポッターと炎のゴブレット」に、魔法使いのロックバンド「ウィアード・シスターズ」のギタリストとして出演し、サウンドトラックの演奏にも参加。

### その他のメンバー
- エイジアン・ダブ・ファウンデーション
  - エド・オブライエンがアルバム『Enemy Of The Enemy』（2003年）の楽曲「1000 Mirrors」などにギターで参加。

### トリビュート・アルバム
- Helping Hand『Tribute To Radiohead』(2013年)
  - 日本のkilk recordsよりリリースされた国内アーティストによるトリビュート。

## 社会問題に関する活動
レディオヘッドのメンバーは社会問題に関心が強く、これまでに多くのキャンペーンに関わってきた。
- チャリティー・アルバム『HELP』(1996年)
  - ユーゴスラビア紛争によるボスニア・ヘルツェゴビナ戦災孤児を救済するため、ブライアン・イーノが呼びかけたチャリティー・キャンペーン。イギリスの数多くのミュージシャンが参加し、レディオヘッドも楽曲『Lucky』を提供した。
- チベタン・フリーダム・コンサート (1997年 - 1998年)
  - チベットへの中国の侵略・人権問題を訴えるため、ビースティ・ボーイズのアダム・ヤウクが呼びかけたキャンペーン。トムとジョニーが第2回と第3回に参加している。
- ジュビリー2000 (2000年)
  - 途上国の債務帳消しを訴えた国際的なキャンペーン。U2のボノや坂本龍一らとともに、トム・ヨークも賛同した。
- Band Aid 20『Do They Know It's Christmas?』(2004年)
  - ボブ・ゲルドフが呼びかけたバンド・エイド20のチャリティー・ソングにトムとジョニーが参加した。
- MAKE POVERTY HISTORY (2005年)
- Friend of the Earth "THE BIG ASK" (2005年)
  - イギリス政府の地球温暖化に関する政策の変更を訴えるキャンペーン。
- チャリティー・アルバム『HELP: A Day In The Life』(2005年)
  - 上記『HELP』からの10周年を記念したキャンペーン。レディオヘッドは新曲『I Want None Of This』を提供した。
- イギリスの自殺予防団体「サマリタンズ」
  - フィル・セルウェイが学生時代から支援しており、チャリティー・オークションやチャリティー・マラソンなどに参加している。
- MTV EXIT 反人身取引キャンペーン
  - 人身取引をなくすキャンペーンをMTVと実施。人身取引の実態を映す「All I Need」プロモーションビデオをリリース。
- Japan tour 2008（Make THE RULEキャンペーン） (2008年)
  - 2005年のTHE BIG ASKと同様、ライブ会場で日本のMAKE THE RULEキャンペーンの署名活動を呼びかけた。

## その他
- バンド名はトーキング・ヘッズのアルバム『True Stories』の収録曲「Radio Head(ラジオ ヘッド)」に由来[29]。
- 1991年に、オリジナル・メンバーはトム、コリン、エドの3人でメジャー契約するまでは「On a Friday」というバンド名だった。バンドが毎週金曜日に練習していたことに由来する。名付け親は、コリン・グリーンウッド（初期プロデューサーの一人ポール・コルデリーによれば「インディー感の強すぎるバンド名だったので、逆にそのまま過ぎてインディーシーンでは浮いていた」らしい）。
- トム・ヨークの弟アンディ・ヨークもミュージシャン。Unbelievable Truthというバンド・ソロで活動。
- 未発表曲が非常に多いバンドとしても有名。ライブで演奏していても音源化がされていない曲は数え切れないほど存在する。逆に、完全に新規の曲だけでアルバムが作られることは一度もなく、今のところキャリアの全オリジナルアルバムには、リリース以前のライブで披露されていた曲が必ず1曲以上収録されている。その中には、以前ライブで演奏されていたアレンジとは全く違ったアレンジで収録されるものも多い。
- 有名になる前のシガー・ロスやスパークルホース等を前座に率いたこともあり、これがきっかけとなりシガー・ロスは世界的に名が知られることとなった。
- 2001年にアメリカのアニメ『サウスパーク』のエピソード「カートマン・レクターの鬼畜晩餐会」に、メンバー全員が本人役で声の出演をした。レディオヘッド・ファンの少年に実際に会いに行くという役回りであった。
- メンバー全員Macユーザーである。特にトムは、自身のテレキャスター・デラックスにMacのステッカーを貼っている。
- コリンを除いた4人はベジタリアンである。
- 世界的なバンドであるにもかかわらず、私生活などがゴシップ誌などでほとんど取りざたされない。特に家族関係の話題については、多くのインタビューでなるべく黙秘する。トム・ヨークは以前Q誌において「タブロイド雑誌なんてすべて廃刊して、パパラッチは全員交通事故で死ねばいい」という発言を残したこともある。
- 2012年6月16日、カナダ・トロント郊外で行なわれる予定だった野外ライブは、屋外ステージが開演前に突然崩落。メンバーに被害はなかったが、スタッフ1名が死亡するなどし、ライブが中止となった。

### 日本との関係
- トムとジョニーは、一時期日本語を学んでおり、カーオーディオで日本語学習のテープを流していた。来日中のジョニーは片言の日本語をよく話し、トムはライブで「ドウモ」と上手い発音で挨拶することでも有名。2003年のサマーソニック出演時のアンコールにおいて、「クリープ」を演奏した後、大団円の打ち上げ花火が上がる中、トムは「コンバンワ！」とまるで今から始めるかのようなMCをしたことがある。
- トムは、渋谷や原宿での洋服をたくさん買うという。
- 音楽誌「BUZZ」2001年11月号では、来日中のジョニーが世界的なオンド・マルトノ奏者である原田節と対談している。
- 2006年2月から8月まで放送されたテレビアニメ『Ergo Proxy』のエンディングテーマに「Paranoid Android」が起用された（2023年7月現在、唯一のアニメソングでもある）。
- 2007年12月10日には、mixiに公認のアカウントで参加している。
- 2010年、映画『告白』の主題歌に「Last Flowers」が起用された。
- 2019年、映画『彼女は夢で踊る』の挿入歌に「Creep」が起用された。

### 来日公演
- 1994年6月 クラブチッタ川崎など
- 1995年6月 渋谷公会堂など
- 1998年1月 赤坂ブリッツなど
  - 1998年、『OK コンピューター』リリースに伴うジャパンツアーは北は仙台から南は福岡までを巡り、これまでのツアー最多となる8か所10公演が行われた。ツアーは宮城からスタートしたが、序盤は記録的な大雪に見舞われ、移動が困難になった。ドラムのフィル・セルウェイが風邪を引いたため、終盤の福岡でのライブからアコースティックセットが組み込まれるなどのトラブルが起こった。
  - またこのツアーには「Meeting People Is Easy」の製作スタッフが同行しており、福岡でのライブ前のサウンドチェックで演奏された未発表曲「Follow me around」が収録された他、日本で撮影された映像が「Palo Alto」のビデオクリップ（MTVなど一部の局で放送）に用いられている。7thアルバム『イン・レインボウズ』に収録された楽曲「Nude」は、1月23日の赤坂ブリッツでのライブで初めて披露された。

- 2001年9月-10月
  - 大阪城ホール 9月29日（再追加公演）、30日
  - 日本武道館 10月2日（追加公演）
  - 横浜アリーナ 10月3日、4日（再々追加公演）
  - 『キッド A』、『アムニージアック』を引っ提げて行われたこの来日公演は当初、「大阪（9月30日）・横浜（10月3日）でそれぞれ1日のみ」とアナウンスされていたため、チケットは早々と完売した。しかし、日本武道館での追加公演のアナウンスを皮切りに、大阪での再追加公演、横浜での再々追加公演が次々に発表されたために混乱を招き、結果的に各会場共にアリーナ席でも当日券が買えるほどチケットは余ってしまった。また、奇しくもこの来日の直前にニューヨークでアメリカ同時多発テロ事件が起こったため、大阪公演ではトム・ヨークによるブッシュ大統領への「この盗人の猿野郎!」という批判ともとれるメッセージと共に、カンの「ザ・シーフ（＝盗人）」をカバーした。なお、10月4日の横浜公演はツアーの最終公演であったため、トム・ヨークがMCにて発した「This Is Final Show」というセリフを解散宣言だと勘違いした人も少なからずいた。

- 2003年8月 サマーソニック2003 千葉マリンスタジアム、WTCオープンエアスタジアム
  - 日本でのライブとしては初のフェスティバル参加となったこの公演は、そもそも会場規模が大きく人気も高いフェスであり、日本公演で初めてプロショットのライブ映像が残された。大阪・東京両日のトリとして参加、東京公演のアンコール後に、セットリストに予定のなかった「クリープ」を演奏した（セットリストにない曲を演奏すること自体はしばしばある）。バンドの演奏の調子自体も非常に良く、前述のサプライズなどもあり、しばしばサマーソニックや日本のロックフェスにおけるトップギグとしてメディアで取り上げられることも多い。

- 2004年4月 Japan Tour 2004 インテックス大阪、幕張メッセ
- 2008年10月 Japan Tour 2008 大阪市中央体育館、さいたまスーパーアリーナ、東京国際フォーラム・ホールA（追加公演）
  - 2008年、『イン・レインボウズ』世界ツアーの中での来日となったこの公演は、当初は前2会場しかアナウンスされていなかったものの、一般発売後早々とチケットは完売し、追加の東京国際フォーラムでの公演も含めて過去の来日公演の中で最も多くの動員数を記録した。5日のさいたまスーパーアリーナでの公演はWOWOWやネット上で放送され、特にネット上のものは「冒頭曲『15 Step』のカメラワークを見る側が自由にいじることのできる」サービスが提供され、話題を集めた。ちなみに、この年の世界ツアーでバンドが演奏した曲目数は全オリジナルアルバム曲と未発表曲、B面曲合わせて150曲以上にのぼり、セットリストは毎日のように様変わりしていた。
- 2012年7月29日　FUJI ROCK FESTIVALに出演。
- 2016年8月20日（大阪)、21日（千葉）にて行われたサマーソニック2016に出演。